# Cyanopterus flavator
Cyanopterus flavator är en stekelart som först beskrevs av Fabricius 1793.  Cyanopterus flavator ingår i släktet Cyanopterus och familjen bracksteklar. Enligt den finländska rödlistan är arten nationellt utdöd i Finland. Arten är reproducerande i Sverige. Artens livsmiljö är naturmoskogar. Inga underarter finns listade i Catalogue of Life.